# Richard Adjei
Richard Adjei, detto Richy (Düsseldorf, 30 gennaio 1983 – 26 ottobre 2020), è stato un bobbista, giocatore di football americano e pallamanista tedesco.
Atleta versatile, vinse un argento olimpico a Vancouver 2010.

## Biografia
Prima di dedicarsi al bob praticò il football americano nel ruolo di linebacker nei Düsseldorf Panther, squadra militante nella NFL Europa.
Nelle categorie giovanili conquistò tre medaglie: argento in entrambe le specialità ai mondiali juniores di Königssee nel 2009 e bronzo ad Igls 2008 spingendo le slitte guidate da Manuel Machata.
Esordì in coppa del mondo nella stagione 2010/11, il 15 novembre 2009 a Park City (17º nel bob a quattro), ottiene il suo primo podio nonché la prima vittoria sulla pista di Königssee, il 9 gennaio 2010 nel bob a due e con Thomas Florschütz alla guida.
Ai Giochi olimpici invernali di Vancouver 2010 vinse l'argento nel bob a due con Thomas Florschütz, superati soltanto dai connazionali André Lange-Kevin Kuske mentre finì quarto nel bob a quattro.
Il 30 aprile 2010 è stato insignito del Lauro d'argento.
Ai mondiali vinse un oro nel bob a quattro (a Königssee 2011).
È morto per un infarto il 26 ottobre 2020 all'età di trentasette anni.

## Palmarès

### Olimpiadi
- 1 medaglia:
  - 1 argento (bob a due a Vancouver 2010).

### Mondiali
- 1 medaglia:
  - 1 oro (bob a quattro a Königssee 2011)

### Mondiali juniores
- 3 medaglie:
  - 2 argenti (bob a due, bob a quattro a Königssee 2009).
  - 1 bronzo (bob a quattro a Igls 2008);

### Coppa del Mondo
- 6 podi (1 nel bob a due, 4 nel bob a quattro, 1 nelle gare a squadre):
  - 4 vittorie (1 nel bob a due, 2 nel bob a quattro, 1 nelle gare a squadre);
  - 2 terzi posti (nel bob a quattro).

#### Coppa del Mondo - vittorie
| Data            | Luogo      | Paese    | Disciplina                                                                                               |
| --------------- | ---------- | -------- | --- |
| 9 gennaio 2010  | Königssee  | Germania | a due con Thomas Florschütz (pilota)                                                                     |
| 16 gennaio 2011 | Igls       | Austria  | a quattro con Manuel Machata (pilota), Andreas Bredau e Christian Poser                                  |
| 23 gennaio 2011 | Winterberg | Germania | a quattro con Manuel Machata (pilota), Andreas Bredau e Florian Becke                                    |
| 14 gennaio 2012 | Königssee  | Germania | a squadre con Benjamin Schmid (pilota), Alexander Kröckel, Sandra Kiriasis, Berit Wiacker e Marion Thees |